# Брамагупта
Брамагу́пта (санскр. ब्रह्मगुप्त; 598 — 668) — давньоіндійський математик і астроном, автор важливих праць із математики та астрономії а саме: теоретичний трактат «Брахма-спхута-сіддханта» («Brāhmasphuṭasiddhānta»; може перекладатись як «Удосконалене вчення Брахми» чи «Перегляд системи Брами»), завершений у 628 році, та більш практичний текст «Кхандакхадьяка» («Khaṇḍakhādyaka»), який побачив світ у 665 році. Трактати написано у віршованій формі, що було досить популярним явищем серед індійських математиків. Ці праці справили значний вплив на розвиток астрономії у Візантії та ісламських країнах, поклавши початок використанню алгебраїчних методів для астрономічних обчислень.

## Життєпис
Вважають, що Брамагупта народився у 598 році. Це випливає з книги «Брахма-спхута-сіддханта», у якій він повідомляє, що написав цей текст у тридцятирічному віці у 628 році (Śaka 550). Народився у Бгілламалі (тепер місто Бгінмал у штаті Раджастхан на північному заході Індії). Він був сином Джиснугупти, за релігією був шиваїтом і працював в Удджайні, місті котре було осередком тогочасної індійської науки.  
Ймовірно, прожив більшу частину свого життя в Бгілламалі під час правління (і, можливо, під патронажем) короля Вяжрамукха, тому його нерідко називають Бгілламакар'я (вчитель з Бгілламали). Бгілламала була столицею Гурджарадеси, другого за величиною королівства Західної Індії, яке охоплювало південний Раджастхан і північний Гуджарат у сучасній Індії. Вона також була центром вивчення математики та астрономії. Брамагупта став астрономом школи Брахмапакша, однієї з чотирьох основних шкіл індійської астрономії того періоду.  
Наразі немає даних щодо його освіти або вчителів, але відомо, що він вивчав п'ять традиційних Сиддхант з індійської астрономії. Ресурси, якими він користувався, також включали праці Аріабгата I, Латадева, Прадюмна, Варахаміхіра, Сімха, Срісена, Війаянандіна і Віснукандра. Проте, він ставився до них доволі критично.
У 628 році, у віці 30 років, склав «Брахма-спхута-сіддханта» («Покращений трактат Брахми»), який вважається переглянутою та відредагованою версією Сиддханти школи астрономії Брахмапакша. Вчені стверджують, що він вніс багато оригінальних ідей у свою редакцію, додавши значну кількість нового матеріалу. Книга складається з 24 розділів і містить 1008 віршів у метрі арія. Значна частина книги присвячена астрономії, але вона також містить ключові розділи з математики, включаючи алгебру, геометрію, тригонометрію та алгоритміку, які, як вважається, містять нові ідеї та рішення завдяки Брамагупті. 
Пізніше Брахмагупта переїхав до Удджайну, великого центру астрономії в центральній Індії. Керував астрономічною обсерваторією в Удджайні. Обсерваторія, у якій також працював Варагамігіра, була найкращою в тогочасній Індії. 
У 665 році, у віці 67 років, він склав свою наступну відому роботу «Кхандакхадьяка», практичний посібник з індійської астрономії в категорії Карана, призначений для використання студентами. 
Брахмагупта помер у 668 році н.е., вважається, що це сталося в Удджайні.

## Внесок у математику

### Арифметика

#### Уведення поняття нуля
В своїй праці «Брахма-спхута-сіддханта» Брамагупта дав означення нуля як результату віднімання від числа цього самого числа. Він одним з перших установив правила арифметичних операцій над додатними і від'ємними числами та нулем, розглядаючи при цьому додатні числа як майно, а від'ємні — як борг. Далі Брамагупта намагався розширити арифметику давши означення ділення на нуль. Згідно з Брамагуптою:
- Ділення нуля на нуль є нулем;
- Ділення додатного або від'ємного числа на нуль є дробом з нулем у знаменнику;
- Ділення нуля на додатне або від'ємне число дає нуль.

#### Тотожність Брамагупти
Тотожність Брамагупти стверджує, що добуток двох сум двох квадратів сам є сумою двох квадратів, причому двома способами:
{\displaystyle (a^{2}+b^{2})(c^{2}+d^{2})=(ac-bd)^{2}+(ad+bc)^{2}=(ac+bd)^{2}+(ad-bc)^{2}.}
Наприклад,
{\displaystyle (1^{2}+4^{2})(2^{2}+7^{2})=26^{2}+15^{2}=30^{2}+1^{2}.}

### Геометрія

До доведення теореми Брамагупти

#### Теорема Брамагупти
Нехай є вписаний чотирикутник, діагоналі якого взаємно перпендикулярні. Опустимо з точки перетину діагоналей перпендикуляр на одну з його сторін. Якщо продовжити його по інший бік від точки перетину діагоналей, цей перпендикуляр ділить протилежну сторону чотирикутника на дві рівні частини.

#### Формула Брамагупти
Формула Брамагупти є узагальненням формули Герона для площі трикутника на випадок чотирикутника, вписаного у коло. А саме, площа S вписаного у коло чотирикутника зі сторонами a, b, c, d і півпериметром p дорівнює
{\displaystyle S={\sqrt {(p-a)(p-b)(p-c)(p-d)}}.}
Відома ще одна формула Брамагупти для радіуса описаного кола довільного трикутника:
{\displaystyle R={\frac {ab}{2h_{c}}}={\frac {bc}{2h_{a}}}={\frac {ac}{2h_{b}}},}
де a, b, c — сторони трикутника, {\displaystyle h_{a}}, {\displaystyle h_{b}} та {\displaystyle h_{c}} — його висоти.

#### Задача Брамагупти
Задача Брамагупти — побудувати за допомогою циркуля та лінійки вписаний чотирикутник за чотирма його сторонами. Один із розв'язків використовує кола Аполлонія.

### Алгебра

#### Розв'язування квадратних рівнянь
Одне з перших відомих виведень формули для знаходження коренів квадратного рівняння належить Брамагупті. Він першим запропонував універсальне правило знаходження коренів рівняння, зведеного до канонічного вигляду {\displaystyle ax^{2}+bx=c}. При цьому передбачалося, що в ньому всі коефіцієнти, крім {\displaystyle a,} можуть бути від'ємними. Сформульоване правило за своєю суттю збігається зі сучасним.

#### Інтерполяційна формула Брамагупти
У своїх наукових працях Брамагупта запропонував інтерполяційну формулу другого порядку, що є частковим випадком виведеної більше ніж через 1000 років по тому інтерполяційної формули Ньютона — Стірлінга. Він використовував її для інтерполяції значень синуса у складених ним тригонометричних таблицях. Формула дає оцінку значення функції f при значенні її аргумента a + xh (при h > 0 та −1 ≤ x ≤ 1), коли її значення вже відоме в точках a − h, a та a + h. Вона записується так:
{\displaystyle f(a+xh)\approx f(a)+x\left({\frac {\Delta f(a)+\Delta f(a-h)}{2}}\right)+{\frac {x^{2}\Delta ^{2}f(a-h)}{2!}},}
де Δ — оператор висхідної скінченної різниці першого порядку, тобто
{\displaystyle \Delta f(a)\ {\stackrel {\mathrm {def} }{=}}\ f(a+h)-f(a).}

## Внесок в астрономію
Деякі дослідники вважають, що араби познайомилися з індійською астрономією у VIII столітті виключно завдяки праці Брамагупти «Брахма-спхута-сіддханта». Халіф Аль-Мансур (712—775) запросив 770 року до Багдаду вченого з Удджайна на ім'я Канака, який викладав індійську систему астрономії на основі «Брахма-спхута-сіддханта». На прохання халіфа математик та філософ Мухаммед аль-Фазарі переклав праці Брамагупти арабською мовою.
Астрономічні відомості Брамагупти, викладені в «Брахма-спхута-сіддханта», свідчать про високий рівень його досліджень та наукову прозорливість. Так, у сьомому розділі праці «Про затемнення Місяця», Брамагупта спростовує уявлення про те, що Місяць розташований далі від Землі, ніж Сонце:
7.1. Якби Місяць був вище від Сонця, то його ближня до Сонця половина завжди була б освітленою.
7.2. Аналогічно, освітлену Сонцем частину Місяця завжди було б видно, а неосвітлена частина залишалася б невидимою.
7.3. Яскравість [освітленої частини Місяця] зростає в напрямку до Сонця. Наприкінці світлого півмісяця ближча половина освітлена, а інша половина темна. Відтак, висоту рогів півмісяця можна обчислити.— Plofker, Kim (2007). "Mathematics in India". The Mathematics of Egypt, Mesopotamia, China, India, and Islam: A Sourcebook. Princeton University Press. ISBN 978-0-691-11485-9.
Брамагупта пояснює, що оскільки Місяць ближче до Землі, ніж Сонце, ступінь освітленості Місяця залежить від взаємного розташування Сонця та Місяця, і його можна обчислити, виходячи з величини кута між цими двома небесними тілами.
Важливим внеском Брамагупти в астрономію є методи розрахунку положення небесних тіл з плином часу (ефемериди), їх сходів та заходів, сполучень, а також розрахунку сонячних та місячних затемнень. Брамагупта критикував уявлення пуранічної космології про те, що Земля є пласкою або порожнистою. Він стверджував що Земля і небо мають сферичну форму і що Земля рухається. 1030 року газневідський астроном Аль-Біруні у своїй праці «Та'ріх аль-Гінд», прокоментував роботу Брамагупти. Біруні зазначав, що на зауваження критиків теорії кулястої Землі («Якби це було так, то камені та дерева падали б із Землі») Брамагупта відповів:
 «Навпаки, якби це було не так, то Земля не могла б зберігати свою форму навіть протягом хвилин. […] Усі важкі речі притягуються до центру землі […] Земля однакова з усіх боків. Всі люди на Землі стоять, і всі важкі речі падають на землю за законом природи, так влаштована природа Землі, щоб притягувати та тримати речі, так як природа води — текти, вогню — горіти, вітру — приводити в рух… Земля — це єдина низька річ, всі предмети завжди повернуться до неї з будь-якого напрямку, куди б ви їх не кинули, і ніколи не піднімуться вгору від Землі».— Брамагупта, Брахма-спхута-сіддханта (628) (cf. al-Biruni (1030), Indica)

Про силу тяжіння Землі Брамагупта говорив: 
«Тіла падають на землю, оскільки це в природі Землі — притягувати їх, так само як в природі води — текти.»— Thomas Khoshy, Elementary Number Theory with Applications, Academic Press, 2002, p. 567. ISBN 0-12-421171-2.

## Твори

### «Брахма-спхута-сіддханта»
Основна праця Брамагупти, «Брахма-спхута-сіддханта» (628). Переважно присвячена астрономії, та водночас містить декілька розділів з математики. У них викладено відомості про арифметичну прогресію (правило знаходження суми), методи розв'язування квадратних рівнянь з дійсними коренями, а також розв'язування в цілих числах деяких невизначених квадратних рівнянь вигляду ax²+c=y², метод розв'язування невизначених лінійних рівнянь вигляду ax+c=by з використанням методу послідовних дробів. У решті розділів описано фази Місяця, сполучення планет, наведено розрахунки положень планет. Значну частину роботи присвячено затемненням Сонця і Місяця, розрахунку розташування планет у гороскопі.
Містить 25 розділів:
1. Про стан земної кулі і форму неба та Землі.
2. Про обертання світил і про визначення часу; про те, як знаходити середні положення світил; про визначення синуса дуги.
3. Про складання таблиці світил.
4. Про три проблеми, а саме: про тіні, про частину дня, що минула, і про гороскопи; а також про те, як виводити одне з них з іншого.
5. Про те, як світила з'являються з-за проміння Сонця і як вони ховаються за ним.
6. Про те, як показується молодий Місяць, і про його два роги.
7. Про затемнення Місяця.
8. Про затемнення Сонця.
9. Про тіні Місяця.
10. Про сполучення та протистояння світил.
11. Про широти світил.
12. Про критику того, що міститься у книгах та таблицях, і про розрізнення правильного від неправильного.
13. Про арифметику та її застосування в обчисленні відстаней і в інших випадках.
14. Про уточнення середнього положення світил.
15. Про виправлення таблиці світил.
16. Про точне дослідження трьох проблем.
17. Про відхилення затемнень.
18. Про точне визначення появи молодого Місяця і його двох рогів.
19. Про метод «куттака».
20. Про розрахунки в розмірах віршів та метриці.
21. Про кола та інструменти.
22. Про чотири виміри часу — за Сонцем, за сходом, за Місяцем і за місячними станціями.
23. Про знаки для чисел і цифр у віршованих творах із цього предмету.
24. Про доведення, що не використовують математики.

771 року математик і філософ Ібрахім аль-Фазарі переклав «Брахма-спхута-сіддханта» арабською. Переклад, виконаний у вигляді таблиць — зіджу — з необхідними поясненнями та рекомендаціями, отримав назву «Великий Сіндгінд». Відомо, що цією роботою користувався перський математик аль-Хорезмі (770—850) для написання своїх праць з астрономії («Зідж аль-Хорезмі») та арифметики («Книга про індійську арифметику»). Вважають, що переклад останньої в XI столітті латиною відіграв вирішальну роль у поширенні позиційної системи числення.
У VII—IX столітті «Брахма-спхута-сіддханта» переклали китайські математики (відомо принаймні чотири переклади), що дозволило поширити десяткову систему серед китайських вчених. У 1817 році Генрі Томас Колбрук переклав дві математичні глави англійською.

### «Кхандакхадьяка»
Друга наукова праця Брамагупти, «Кхандакхадьяка» (665), також є фундаментальною працею з астрономії, написана як практичний посібник для використання студентами. 
Праця складається з двох частин під назвами «Пурва» і «Уттара». Перші дев'ять розділів пояснюють опівнічну систему, наступні 6 містять виправлення та доповнення. 
У ній Брамагупта уточнив і спростив низку методик астрономічних розрахунків, користуючись багато в чому системою, яку запропонував Аріабхата. Крім цього, вона включає інтерполяційну формулу для обчислення синусів. 
Ця праця була досліджена великою кількістю коментаторів, від Лалли у восьмому столітті, до Амараджи у дванадцятому. Коментарі до «Кхандакхадьяки» написано в 864, 966, 1040, 1180 роках, деякі з них не збереглись. Саму книгу надруковано в Калькутті в 1925 та 1941 роках. У VIII столітті «Кхандакхадьяку» перекладено арабською під назвою «Арканд». 1934 року Сенгупта переклав її англійською.